# Jan Balliol

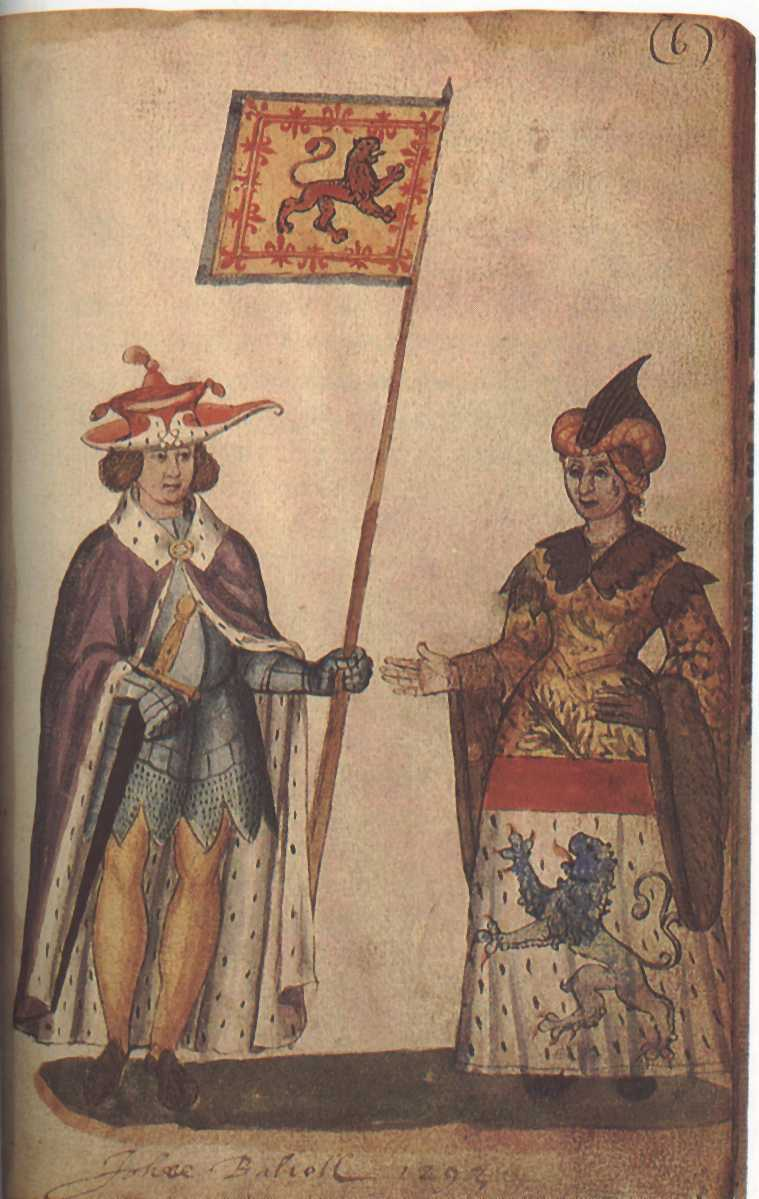
Jan Balliol wraz z żoną

Jan Balliol, znany również jako: Jan de Balliol (ur. ok. 1248, zm. ok. 25 listopada 1314) – od 1292 do abdykacji w 1296 roku król Szkocji.
Urodził się w Barnard Castle, jako syn Devorguilli Balliol (zm. 1290), córki Alana, piątego lorda Galloway (zm. 1234). Jego ojcem był Jan, piąty baron Balliol i lord Barnard Castle (zm. 1269). W 1281 roku ożenił się z Izabelą de Warenne, córką Jana de Warenne, siódmego earla Surrey, i Alicji de Lusignan. Jej dziadkami od strony matki byli: Hugo X de Lusignan i Izabela d’Angoulême (wdowa po królu Anglii – Janie bez Ziemi). Para miała syna (i prawdopodobnie 4 innych dzieci):
- Edwarda Balliola, króla Szkocji (zm. 1364),
- księżniczkę Alinore Balliol,
- księżniczkę Annę Balliol,
- księżniczkę Agness Maud Balliol,
- księcia Henryka Balliola (zm. 16 grudnia 1332, w bitwie pod Annan).

## Król Szkocji
Jako pra-prawnuk króla Dawida I (od strony matki), po bezpotomnej śmierci królowej Małgorzaty, zgłosił swoje pretensje do tronu Szkocji, w Berwick-upon-Tweed, 3 sierpnia 1291. Jego największym rywalem był wtedy Robert Bruce, piąty lord Annandale i dziadek późniejszego króla – Roberta I Bruce’a. Szkoci przegłosowali jego kandydaturę, w wielkiej sali zamku Berwick, 17 listopada 1292 roku. 30 listopada w Scone został uroczyście koronowany na króla Szkocji. Ufundował wtedy Balliol College na Uniwersytecie w Oksfordzie, jedną z pierwszych szkół w Oksfordzie.
Jednakże król Anglii – Edward I również rościł sobie prawa do korony szkockiej, wobec czego dokonał najazdu na Szkocję, rozpoczynając tym samym pierwszą szkocką wojnę o niepodległość. Szkoci zostali pokonani w bitwie pod Dunbar, 27 kwietnia 1296 roku, a Jan abdykował w zamku w Montrose, 10 lipca tego roku. Anglicy wywieźli go do Anglii i zamknęli w Tower of London.

## Dalsze życie
Dzięki wstawiennictwu papieża Bonifacego VIII, Anglicy latem 1301 roku wypuścili go i pozwolili wyjechać pod warunkiem, że będzie żył na ziemiach papieskich. Osiadł z rodziną w Pikardii, w rodzinnych ziemiach swoich przodków, gdzie mieszkał do końca swojego życia.
Zmarł w 1314, w baronacie Hélicourt we Francji. Jego syn, Edward, odziedziczył po nim pretensje do tronu Szkocji, których nie omieszkał zgłosić.